# Troilit
Troilit – niemagnetyczny siarczek żelaza FeS. Minerał występujący w meteorytach. Ziemskim odpowiednikiem troilitu jest magnetyczny pirotyn. Nazwę minerału wprowadził Gustaw Rose w miejsce starej nazwy dyslutytu. Troilit swą nazwą nawiązuje do Dominika Troili, odkrywcy minerału w meteorycie Albareto.